# Deutone
Il deutone o deuterone è il nucleo del deuterio (isotopo stabile dell'idrogeno), costituito da un protone e da un neutrone.
L'energia di legame del deutone è così bassa da non permettere l'esistenza di stati eccitati e quindi l'informazione sull'interazione nucleone-nucleone è limitata allo studio delle proprietà del deutone e della diffusione n-p e p-p a bassa energia.

## Caratteristiche principali
- Energia di legame {\displaystyle B.E.=2,225{\text{ MeV}}}
- Spin = 1
- Parità = +1
- Momento di dipolo magnetico {\displaystyle \mu =+0,8574\ \mu _{N}}
- Momento di quadrupolo elettrico {\displaystyle Q=+2,88\ \cdot 10^{-31}{\text{ m}}^{2}}

## Stato del deutone, momento magnetico e di quadrupolo elettrico
Sperimentalmente (sfruttando le proprietà di conservazione di parità e momento angolare) è stato definito:
- momento angolare del deutone {\displaystyle {\vec {J}}={\vec {L}}+{\vec {S}}} ha {\displaystyle J=1}
- parità {\displaystyle P=\prod {(-1)^{l_{k}}}=+1}

dove {\displaystyle {l_{k}}} sono i momenti angolari orbitali del neutrone e del protone che costituiscono il nucleo del deutone.
Da cui deriva che:
{\displaystyle P=(-1)^{L_{\text{deutone}}}=+1}.
Quindi L dovrà necessariamente avere un valore pari.
Considerando invece il valore del momento angolare totale si possono trarre le seguenti conclusioni:
- S=0 (se gli spin di p e n sono antiparalleli - stato di singoletto)

Per ottenere J=1 il momento angolare orbitale L deve assumere valore 1. Quindi essendo dispari non ammissibile. 
- S=1 (se gli spin di p e n sono paralleli - stato di tripletto)

In tale caso invece, L può assumere due valori pari L=0, L=2 entrambi ammessi dalla conservazione della parità.
Riassumendo quanto detto, il deutone si trova in una sovrapposizione di due stati:
1. S=1 L=0 onda {\displaystyle ^{3}S_{1}}
2. S=1 L=2 onda {\displaystyle ^{3}D_{1}}

L'evidenza di questa sovrapposizione è stata dedotta e verificata studiando i valori assunti dal momento magnetico e dal momento di dipolo elettrico.
Nello stato {\displaystyle ^{3}S_{1}} il momento magnetico risulta:
{\displaystyle {\vec {\mu }}_{d}=g_{d}\mu _{N}{\vec {J}}=g_{p}\mu _{N}{\vec {s}}_{p}+g_{n}\mu _{N}{\vec {s}}_{n}}
dove:
- g è il fattore giromagnetico
- {\displaystyle \mu _{N}} è il magnetone nucleare
- {\displaystyle \mu _{d}={\frac {g_{p}+g_{n}}{2}}\mu _{N}=0,8798\mu _{N}}

Questo valore è sensibilmente diverso dal quello misurato (0,8574 {\displaystyle \mu _{N}}) con una precisione dell'ordine di {\displaystyle 10^{-6}}.
Inoltre, se il deutone fosse esclusivamente in onda S avrebbe momento di quadrupolo elettrico nullo. Infatti l'autofunzione {\displaystyle Y_{00}} è a simmetria sferica (costante) e non può produrre un momento di quadrupolo elettrico
{\displaystyle Q=\langle ^{3}S_{1}|3z^{2}-r^{2}|^{3}S_{1}\rangle ={\text{costante}}\cdot \int _{-1}^{+1}(3\cos \theta -1)\ \mathrm {d} \cos \theta =0}
Queste due evidenze sostengono l'ipotesi che il deutone si trovi in uno stato di momento angolare misto, sovrapposizione degli stati {\displaystyle ^{3}S_{1}} (L=0) e {\displaystyle ^{3}D_{1}} (L=2).
{\displaystyle |d\rangle =A_{S}|^{3}S_{1}\rangle +A_{D}|^{3}D_{1}\rangle }
I valori delle ampiezze {\displaystyle A_{S}} e {\displaystyle A_{D}} si trovano usando i valori sperimentali del momento magnetico e del momento di quadrupolo.
I momenti angolari {\displaystyle {\vec {L}},{\vec {s}}_{p},{\vec {s}}_{n}} si sommano a formare lo spin del deutone J=1, quindi, anche nello stato di momento angolare orbitale L=2 protone e neutrone sono nello stato di tripletto con S=1. Il fattore giromagnetico è:
{\displaystyle g=g_{L}{\frac {I(I+1)+L(L+1)-S(S+1)}{2I(I+1)}}+g_{S}{\frac {I(I+1)-L(L+1)+S(S+1)}{2I(I+1)}}=g_{L}{\frac {2}{3}}-g_{S}{\frac {1}{2}}=0,3101}
Con queste ipotesi il momento magnetico del deutone è pari a:
{\displaystyle \langle d|{\vec {\mu }}|d\rangle =A_{S}^{2}\langle ^{3}S_{1}|{\vec {\mu }}|^{3}S_{1}\rangle +A_{D}^{2}\langle ^{3}D_{1}|{\vec {\mu }}|^{3}D_{1}\rangle =A_{S}^{2}0,8798+A_{D}^{2}0,3101}
Con la condizione di normalizzazione {\displaystyle A_{S}^{2}+A_{D}^{2}=1}, si ottiene {\displaystyle A_{S}^{2}=0.96} e {\displaystyle A_{D}^{2}=0,04}